# Benedito Azêdo
Benedito de Jesus Azêdo (Parintins, 17 de fevereiro de 1934 - Manaus, 31 de julho de 2020) foi um jornalista, advogado e político brasileiro. Foi prefeito de Parintins (AM) de 1973 a 1977, período em que criou o bairro Palmares, o maior bairro de Parintins.

## Biografia
Benedito nasceu em Parintins em 1934. Ele se graduou bacharel em Direito pela Faculdade de Direito da Universidade Federal do Amazonas (Ufam).
Em sua atuação como jornalista, foi um dos fundadores do Sindicato dos Jornalistas Profissionais do Estado do Amazonas, ficando com registro número 43. Foi também Diretor de Planejamento e Presidente da antiga Empresa de Turismo do Estado, atual Amazonastur.
Benedito faleceu em julho de 2020 em decorrência de um câncer de próstata.

## Carreira política
Filiado ao ARENA, foi eleito prefeito de Parintins em 1973 por uma pequena diferença de votos contra o candidato Luís Teixeira (MDB).
Com a instalação do campus da Universidade do Estado da Guanabara na cidade de Parintins, cresceu a demanda por uma biblioteca no município. Gláucio Gonçalves, ex-prefeito de Parintins, direcionou um espaço dentro da prefeitura para o funcionamento da Biblioteca Vera Lúcia Simplício, mas foi aa gestão de Benedito Azedo que a biblioteca ganhou um prédio próprio.
Benedito com base no Projeto de Lei nº 01/74, de 24 de maio de 1974, declarou de interesse social e desapropriou um terreno de 597.895 m² de área que pertencia a Elias Assayag. Com apoio de Dom Arcangelo Cerqua, Pastor Eduardo Lessa, senhor Benedito Manso e da família Assayag, demarcou os lotes do terreno e doou às pessoas, criando assim o bairro Palmares, o maior bairro de Parintins.

## Prêmios e Homenagens
- 2015 - Condecorado com a Medalha da Ordem do Mérito Legislativo, da Assembleia Legislativa do Amazonas[8]